# State of the Union
State of the Union, orędzie o stanie Państwa – coroczne przemówienie Prezydenta Stanów Zjednoczonych do Kongresu i Narodu, w którym mówi o ważnych sprawach dotyczących kraju. Wygłaszane na wspólnej sesji Kongresu Stanów Zjednoczonych zwykle na początku roku na temat aktualnej kondycji kraju.
Formalna podstawa orędzia o stanie państwa pochodzi z Konstytucji USA:

Prezydent powinien od czasu do czasu kierować do Kongresu orędzie o stanie Państwa, przedstawiając do rozważenia środki, które uważa za potrzebne i właściwe.

Artykuł II, Sekcja 3, Klauzula 1.
Przez większość pierwszego stulecia istnienia państwa prezydent składał Kongresowi jedynie pisemne sprawozdanie. Po 1913 roku Woodrow Wilson, 28. prezydent USA, rozpoczął regularną praktykę osobistego wygłaszania przemówienia w Kongresie jako sposobu na uzyskanie poparcia dla programu prezydenta. Wraz z pojawieniem się radia i telewizji przemówienie jest obecnie transmitowane na żywo we wszystkich strefach czasowych Stanów Zjednoczonych przez wiele stacji.
Najdłuższe State of the Union w historii: Prezydent James Earl (Jimmy) Carter 33 667 słów w 1981 roku (pisemnie). Prezydent William J. (Bill) Clinton 9 190 słów w 1995 roku (przemówienie).